# Rhynchostegium acicula
Rhynchostegium acicula är en bladmossart som beskrevs av Brotherus 1925. Rhynchostegium acicula ingår i släktet näbbmossor, och familjen Brachytheciaceae. Inga underarter finns listade i Catalogue of Life.